# Israel Hands
Israel Hands (též známý jako Basilica Hands) byl pirát žijící v 18. století. Proslul zejména jako druhá ruka Edwarda Teache, známějšího jako Černovous. Posloužil jako inspirace k záporné postavě v knize Roberta Louise Stevensona z roku 1883 Ostrov pokladů.

## Život
První historická zmínka o něm pochází z roku 1718, kdy byl Černovousem pověřen velením lodi Adventure („Dobrodružství") Davida Herriota poté, co byl v březnu Herriot Teachem polapen. Když v červnu téhož roku najel Černovous se svou vlajkovou lodí Pomsta královny Anny na mělčinu, požádal Handse s Adventure o pomoc s vyproštěním. Handsova loď ovšem také uvízla a tak byla opuštěna. Teach, Hands a Stede Bonnet spolu s přibližně polovinou posádky uprchli, zbytek mužů vysadili na nedalekém opuštěném ostrově.

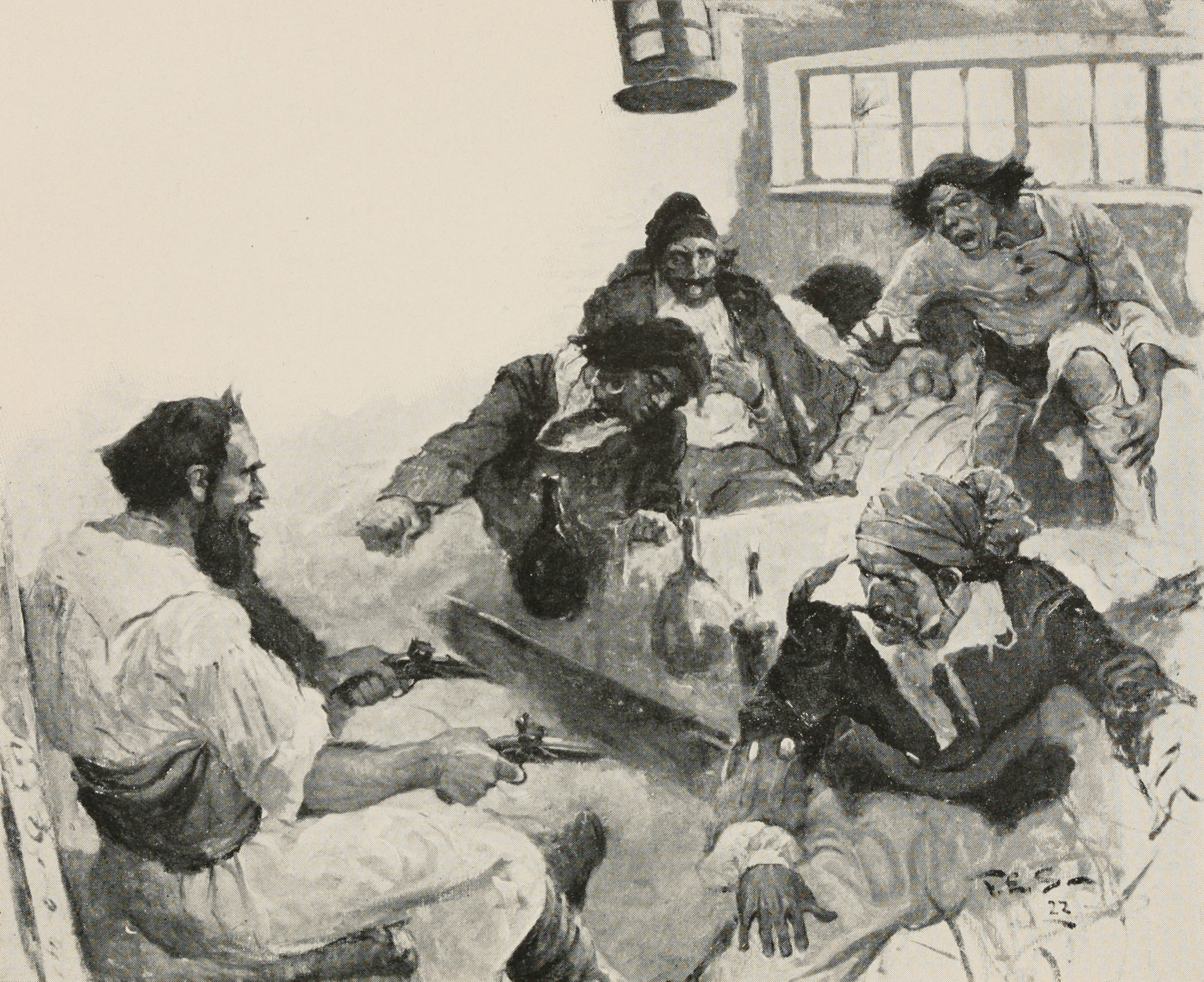
Hands je střelen Černovousem do kolena, ilustrace z roku 1922.

Jednoho večera, když spolu s Teachem a dalšími muži popíjeli, vytáhl Černovous zbraň a vystřelil. Údajně mířil na jiného člena posádky, ale zasáhl Handsovo koleno. Když se Hands zeptal Teache, zda pro to měl nějaký důvod, odpověděl, že: „pokud by tu a tam někoho z nich nezabil, zapomněli by, kým je". Zraněné koleno Handse trvale zneschopnilo.
22. listopadu 1718 byl Teach zabit britskými vojáky. V té době se Hands nacházel v Bath v Severní Karolíně, kde se zotavoval ze svého prostřeleného kolene. Nepodařilo se mu však uniknout zátahu na piráty, který následoval po Černovousově smrti. Byl zajmut a spolu s patnácti dalšími muži odvezen do města Williamsburg ve Virginii, kde stanul před soudem. Výměnou za milost, která mu byla udělena, vypovídal proti zkorumpovaným úředníkům Severní Karolíny, s nimiž se Teach stýkal.
Další Handsův osud není zcela jasný, ale podle knihy A General History of the Pyrates z roku 1724 údajně zemřel v Londýně jako žebrák.